# الصحة في اليمن

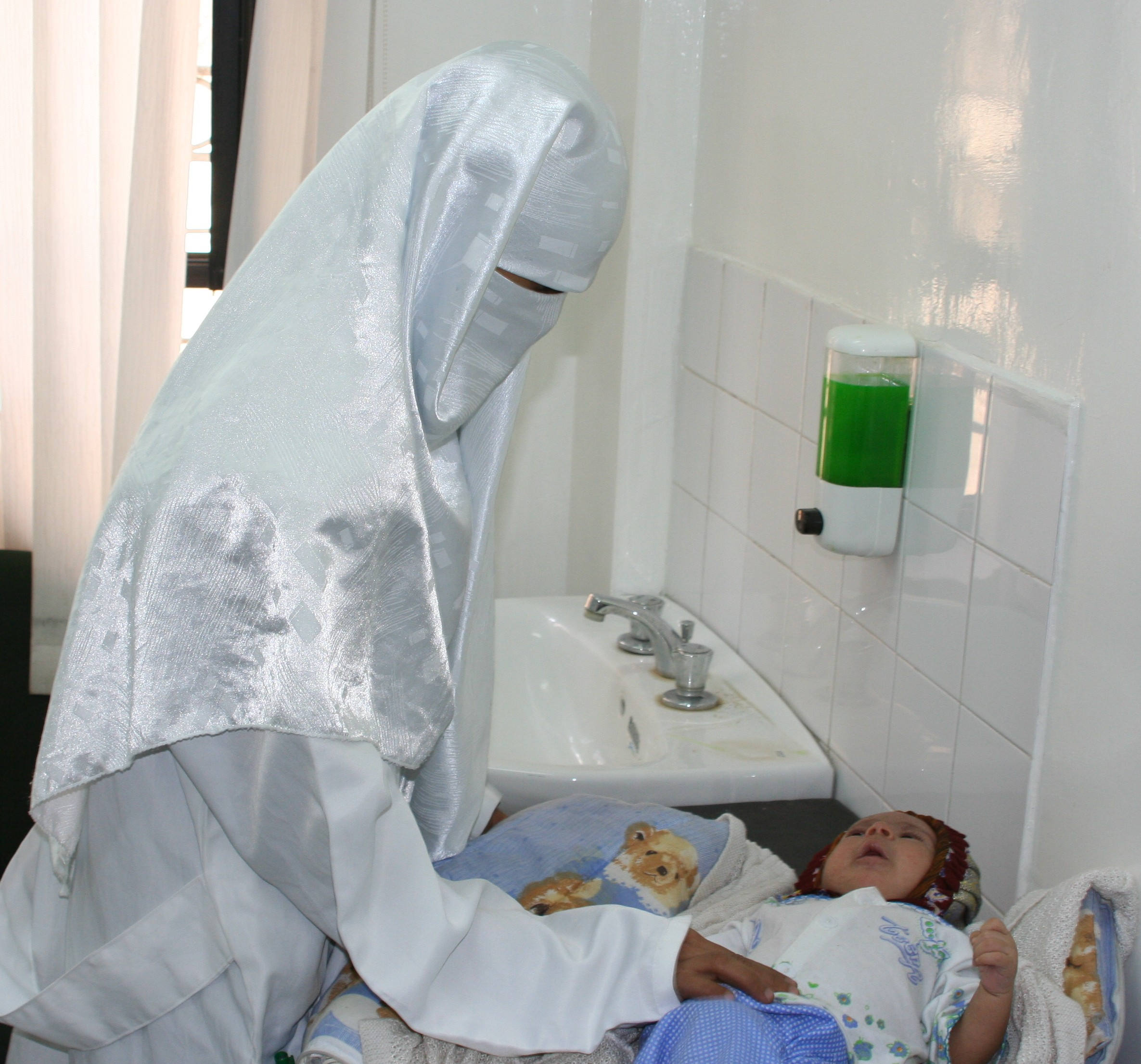
طبيبة يمنية

الصحة في اليمن لا يزال نظام الرعاية الصحية متخلفاً في اليمن. شكل مجموع الإنفاق على الرعاية الصحية في عام 2002 3.7% من الناتج المحلي الإجمالي في العام نفسه، كان الإنفاق للفرد الواحد للرعاية الصحية منخفض جدا بالمقارنة مع غيرها من بلدان الشرق الأوسط. وفقا للبنك الدولي، ارتفع عدد الأطباء في اليمن بمعدل أكثر من 7 في المئة بين عامي 1995 و2000 ولكن اعتبارا من عام 2004 كان لا يزال هناك ثلاثة أطباء فقط لكل 100,000 شخص و0.6 سرير متوفر لكل 1,000 نسمة اليمن في مصاف الدول التي تعاني كثيراً من المشاكل والأمراض الصحية كون هذا القطاع لا يزال يواجه الكثير من التحديات وأهمها: تدني نصيب الصحة من الإنفاق العام والذي يتراوح بين (3-4)% تقريباً مما جعل الكثير من المراكز الصحية تعاني من نقص في تجهيزاتها وفي مواردها المالية وكوادرها الفنية والطبية إضافةً إلى محدودية انتشار الخدمات الصحية وبالذات في الأرياف.
الميسور من اليمنيين يغادر للخارج إما لدول الخليج أو أوروبا والولايات المتحدة لتلقي العلاج حتى علي عبد الله صالح توجه للسعودية للعلاج من حروق أصابته إثر محاولة اغتيال فاشلة عام 2011. أفراد الطبقة المتوسطة الضئيلة والآخذة بالتقلص، يتوجه إلى مصر والأردن. لا يذهب للمستشفيات اليمنية المتواجدة بالمدن رغم أن معظم السكان يعيش بالأرياف إلا الطبقات الفقيرة، أي معظم اليمنيين.

## مشاكل الصحة في اليمن
يُعد اليمن في مصاف الدول التي تعاني كثيراً من مشاكل صحية، حيث أن توزيع وإنفاق الموارد المتاحة لقطاع الصحة لا تحقق العائد المستهدف منها، كما أن الخدمات الطبية المقدمة لا تزال محدودة ولا تحقق المعايير الصحية.
أظهرت عدة دراسات أن القات مسؤول عن عدد من المشاكل الصحية باختلاف المزراع التي ينتج فيها. فالقات الذي يزرع في مزارع باستخدام مبيدات كيميائية أكثر ضررا من ذلك الذي يزرع دونها،  ورغم أن القات يحتوي على على منشطات ذهنية،  إلا أنه سبب رئيسي في انتشار سرطان الفم واحتشاء عضل القلب وهايبومانيا (لاتينية:Hypomania) وهي حالة من النشاط الزائد والعصبية،  وتعد حالات الإصابة بسرطان الفم الأعلى من بين أنواع السرطان في اليمن،  فيمكن اعتبار تخزين القات أحد أهم المشاكل الصحية التي تواجهها اليمن وتكلف قطاع الصحة الضعيف أصلا الكثير من الأموال.

## المنشآت الصحية
بلغ عدد المنشآت الطبية في 2006 عدد 4085 منشأة صحية، منها 2302 عيادة أسعاف أولي، أما المستشفيات المركزية العامة فتكاد لا تعد بالإصابع حيث يوجد في بعض المحافظات مستشفى حكومي واحد على الأكثر يفتقر لأبسط الخدمات الصحية، وبلغ عدد المستشفيات الخاصة في 2006 عدد 145 مستشفى تحتوي 14970 سرير. ويوجد في اليمن عدد 229 مستشفى عام حسب إحصائيات 2007 موزعة في عموم اليمن.
أما بالنسبة للمراكز الصحية فقد تزايدت من 370 مركزاً في العام 1992م إلى أن وصل عددها إلى 1379 مركزا صحيا عام وخاص في العام 2007م. وتزايدت وحدات الراعية الصحية الأولية من 940 وحدة صحية في العام 1992م إلى 2609 وحدة صحية في العام 2007م.
بلغ الإنفاق على قطاع الصحة في العام 1997 بـ3% من إجمالي الإنفاق العام، وبنسبة 1.2% من إجمالي الناتج المحلي الإجمالي مقارنة بـ 3.38% من إجمالي الإنفاق العام ونسبة 1.21% من إجمالي الناتج المحلي في العام 2007م.

## تطورات القطاع الصحي

### مجال صحة الأمهات والأطفال
- فيما يتعلق بصحة الأمهات والأطفال فقد تزايد معدل الوعي لدى الأمهات بأهمية استخدام الوسائل الحديثة في تنظيم الأسرة حيث تبين المؤشرات بأن نسبة الأمهات اللواتي استخدمن وسائل تنظيم الأسرة في العام 2005م 41 % مقارنة 6.1 %في العام 1992م.
- بلغت نسبة النساء الحوامل التي تم تحصينهن ضد الكزاز 20 % في العام 2006م.
- مجال القوى العاملة: شهدت القوى العاملة في قطاع الصحة هي الأخرى تطورات متزايدة بسبب نمو أعداد المنشآت الطبية والمرافق الصحية وتوسع خدماتها، حيث تزايد عدد أطباء العموم من 2315 طبيب في العام 1992م إلى 4389 طبيب في العام 2007م.
- بلغ عدد أخصائيي المهن الطبية في العام 2007م 9403 أخصائي، وتزايد عدد الصيادلة من 233 صيدلي في العام 1992م ليصل إلى 2205 صيدلي بما فيهم فني صيدلة في العام 2007م. كما تزايد عدد الممرضين من 5033 ممرض في العام 1992م إلى 11954 ممرض وممرضة في العام 2007م وارتفع عدد القابلات من 479 قابلة في العام 1992م إلى 3832 قبالة في العام 2007م.

## البرامج والأنشطة الصحية
تنتشر في اليمن العديد من برامج الخدمات الصحية التي تقدم خدماتها للمواطن اليمني ومن أهم هذه البرامج ما يلي:
1. برنامج التحصين الموسع: يهدف هذا البرنامج إلى الحد من الإصابة بمرض الحصبة بنسبة 90% وحماية حوالي 3000 طفل سنوياً من الإصابة بمرض الكزاز الوليدي، واستئصال شلل الأطفال.
2. برنامج الصحة الإنجابية: ويهدف البرنامج إلى تخفيض وفيات الأمهات بما لا يقل عن 15% عن الوضع الحالي، إضافةً إلى زيادة استخدام وسائل تنظيم الأسرة إلى 35% وزيادة معدل الرضاعة الطبيعية بنسبة 20% سنوياً.
3. برنامج مكافحة البلهارسيا: ويهدف البرنامج إلى خفض نسبة الإصابة بهذا المرض بـ50%.
4. برنامج التخلص من الجذام.
5. برنامج الصحة المدرسية: ويهدف البرنامج إلى تحسين خدمة الصحة المدرسية ورفع نسبة تغطيتها إلى 80% من التلاميذ والطلاب.
6. برنامج مكافحة السل.
7. برنامج الصحة النفسية، خفض معدل الإصابة بالأمراض النفسية بنسبة 30%.
8. برنامج المحاجر الصحية: ويهدف إلى تحسين وتوسيع خدمات الصحة لتغطي كافة المنافذ الدولية.
9. برنامج مكافحة أمراض العيون.
10. البرنامج الوطني للرصد الوبائي: يهدف إلى توفير المعلومات عن الأمراض المعدية.
11. برنامج مكافحة الملاريا: ويهدف إلى تخفيض نسبة وفيات الملاريا بنسبة 16% سنوياً.
12. برنامج صحة الطفل: ويهدف إلى خفض وفيات الأطفال دون الخامسة بنسبة 10%وحماية الأطفال من الإصابة بالتهاب الكبد الفيروسي.
13. برنامج مكافحة الأمراض المنقولة جنسياً: ويهدف البرنامج إلى محاصرة الأمراض المنقولة جنسياً.
14. برنامج السياسة الدوائية: ويهدف البرنامج إلى توفير وسهولة الحصول على الأدوية.